# Stržišče (gmina Tolmin)
Stržišče – wieś w Słowenii, w gminie Tolmin. W 2018 roku liczyła 40 mieszkańców.